# Heinz Rasch
Heinz Rasch (* 15. Februar 1902 in Charlottenburg; † 27. November 1996 in Wuppertal) war ein deutscher Architekt, Kunstsammler, Fachpublizist und Galerist.

## Leben und Wirken
Heinz Rasch studierte 1916 an der Kunstgewerbeschule Bromberg, 1920 bis 1923 folgte ein Architekturstudium an den Technischen Hochschulen Hannover und Stuttgart. 1923–1924 beschäftigte er sich mit der Fabrikation von Holzbeleuchtungskörpern und Stühlen. Als Pressechef der Bauausstellung Stuttgart wirkte Rasch 1924, dann bis 1926 war er Schriftleiter der Fachzeitschrift Die Baugilde (BDA). Von 1926 bis 1930 unterhielt er zusammen mit seinem Bruder Bodo Rasch (1903–1995) in Stuttgart ein Büro für Architektur, Möbel und Werbung. Ihr Bauprinzip, bei dem in Hängebauweise um Stahlpfeiler bzw. um einen Betonkern herumgebaut wurde, findet noch heute Verwendung.
1930 kam Rasch nach Wuppertal, um für den Chemiker und Lackfabrikanten Kurt Herberts verschiedene Neubauten zu verwirklichen. Seine Freundschaft mit Willi Baumeister und Oskar Schlemmer verhalf ihm zu dieser Arbeitsmöglichkeit. Ein „Studio für neue Kunst“ eröffnete er 1945 am Döppersberg 12. Dort trat er als Organisator vieler Kunstausstellungen hervor und war am maßgeblich am Wiederaufbau des Wuppertaler Kunstlebens beteiligt.
Rasch war im Vorstand des Kunst- und Museumsverein tätig und im Bund Deutscher Architekten organisiert.

## Bauwerke (Auswahl)
- 1928–1937: Lackfabrik Dr.-Kurt-Herberts, Christbusch 25, Wuppertal[1]
- 1946–1947: Wohnhaus für Erich Probst, Gartenstraße 22, Wuppertal[1]
- 1947–1948: Ausbau des Ostflügels des ausgebrannten Stadttheaters für Unterrichtszwecke im Auftrag des Rudolf-Steiner-Schulvereins, Friedrich-Engels-Allee 416, Wuppertal[1]
- 1948–1949: Wiederaufbau der teilzerstörten Fabrik Huppertsberg, Hagenauer Straße 30, Wuppertal[1]
- 1950–0000: Wiederaufbau eines Mehrfamilienhauses für Angestellte der Fabrik Huppertsberg, Kieler Straße 31, Wuppertal[1]
- 1951–0000: Wiederaufbau eines Einfamilienhauses, Hohenzollernstraße 12, Wuppertal[1]
- 1952–1953: Wiederaufbau eines ausgebrannten Dachgeschoss, Am Dausendbusch 9, Wuppertal[1]
- 1954–1955: Wiederaufbau des teilzerstörten Hauses der Gesellschaft Union, Friedrich-Engels-Allee 200-202, Wuppertal[1]
- 1955–1956: Errichtung einer Fabrikationshalle für Dr.-Kurt-Herberts, Märkische Straße 243, Wuppertal[1]
- 1962–1963: Ev. Petruskirche und Gemeindezentrum im Auftrag für die Vereinigte Ev. Gemeinden Unterbarmen, Zeughausstraße 37, Wuppertal[1]

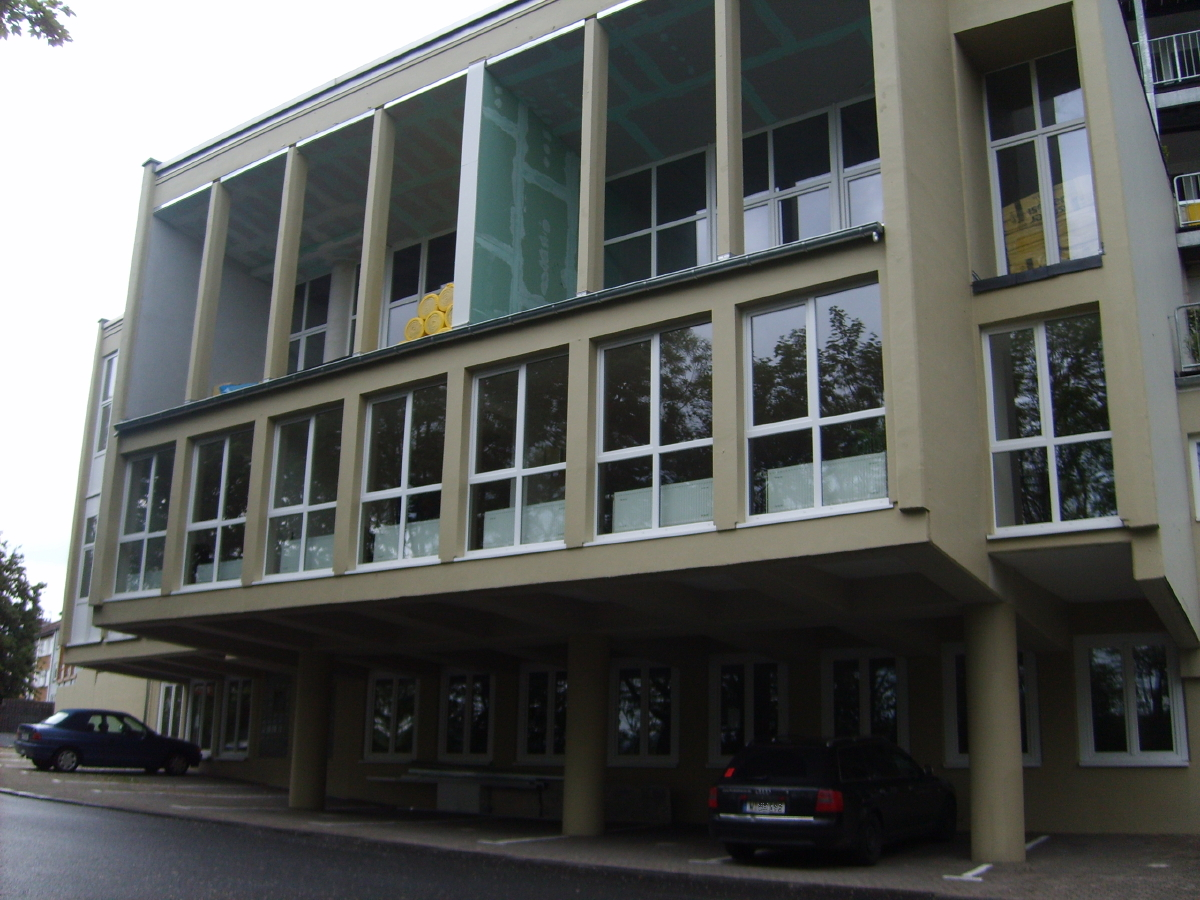
Ev. Petruskirche

## Werke (Literatur)
- Der Stuhl / Heinz und Bodo Rasch. Akadem. Verlag Dr. F. Wedekind & Co., Stuttgart 1928.
- Zu/Offen : Türen u. Fenster / Heinz u. Bodo Rasch. Akadem. Verlag Dr. F. Wedekind & Co., Stuttgart 1930.
- Some Roots of modern architekture / Heinz Rasch. Transl. and ed. by George and Joan Jelinek. Tiranti, London 1967.
- Der entfesselte Blick. Die Brüder Rasch und ihre Impulse für die moderne Architektur. Katalog zur gleichnamigen Ausstellung 2014/2015 im Marta Herford; Fast, Friederike et al. (Hrsg.). Ernst Wasmuth Verlag, Tübingen 2014, ISBN 978-3-8030-0780-3.